# Josef Höffler

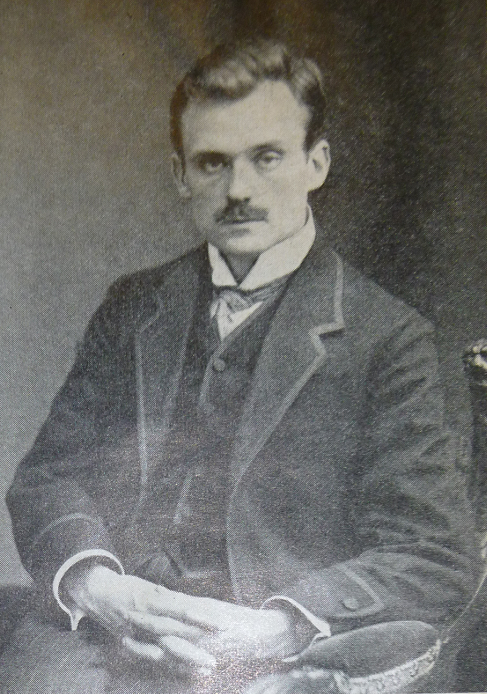
Josef Höffler (1879–1915), Holzbildhauer

Josef Höffler (* 18. März 1879 in Kaiserslautern; † 28. März 1915 in Bad Bergzabern) war ein deutscher Bildhauer.

## Leben und Werk

### Ausbildung
Höffler wurde als Sohn des Hammermeisters Georg Höffler geboren. Nach dem Besuch der Elementarschule absolvierte er eine Lehre als Holzbildhauer im Atelier von Karl Schwertl in der Küferstraße 8, Kaiserslautern. Es folgte die Ausbildung zum Bildhauerwerkführer an der Meisterschule (früher Baugewerbeschule) Kaiserslautern. Er trat am 13. November 1903 ein Studium an der Akademie der bildenden Künste in München an. Sein Lehrer war Wilhelm von Rümann. In seiner Bildhauerklasse war auch Josef Matare, der Bruder des Bildhauers Ewald Mataré. Höffler brach nach etwa einem Jahr das Studium ab und kehrte nach Kaiserslautern zurück.

### Aufenthalt in Paris
Nach seiner Lehre begab er sich bis 1902 auf Wanderschaft. Vor allem durch Deutschland und Österreich. Er reiste auch nach Paris und machte dort Bekanntschaft mit dem Werk von Auguste Rodin, das ihn beeinflusste und seinen Willen stärkte, künstlerisch tätig zu sein.

### Leben in Kaiserslautern

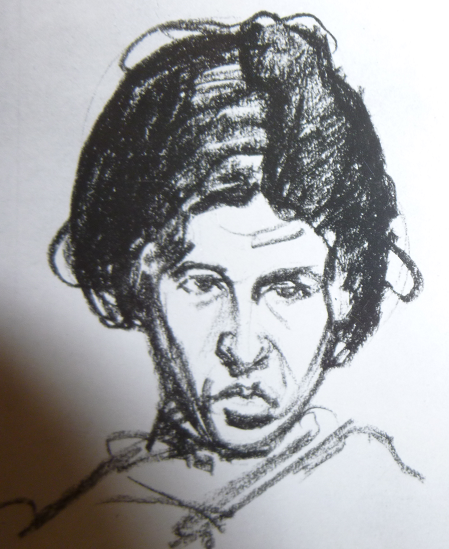
Frau des Künstlers (Kohlezeichnung)

Als Geburtsort wird „über dem Stahlwerk“ in Kaiserslautern angegeben. Als Kind und Jugendlicher wohnt er mit seinen Eltern und 3 Geschwistern in der Birnstraße 1 (Haus existiert noch). Im Jahr 1905 zeigt Höffler seine Arbeiten auf der pfälzischen Gewerbe- und Industrieausstellung in Kaiserslautern. Er wurde hier mit der Silbermedaille ausgezeichnet. Auch der König von Bayern ließ ihn rufen, um ihm zu seiner Arbeit zu gratulieren. Enttäuscht über die wenige Beachtung seiner Arbeiten zieht er nach Hamburg. Seinen Lebensunterhalt verdiente er sich in Kaiserslautern als Schreiner. Hier lernte er seine gleichaltrige Frau Elise, geb. Kling (1879–1947, Bild rechts) kennen. Sie und ihr gemeinsamer Sohn Karl wandern am 16. Januar 1925 in die USA aus. Karl lebte nach dem Tod seiner Mutter in DeLand, Florida.

### Leben in Hamburg
Ab 1905 lebt Josef Höffler in Hamburg und arbeitet als Meister in einer Möbelfabrik. Das Jahr 1905 war für Hamburg und die Kunstwelt ein besonderes Jahr. Neben Höffler zog auch Rosa Schapire nach Hamburg. Die Künstlervereinigung Brücke wird in Dresden gegründet und Sammler wie Gustav Schiefler begannen, sich vom Institutionellen Kunstbetrieb zu lösen und auch Künstler dieser Vereinigung zu sammeln bzw. Freundschaften mit den Künstlern zu schließen. Rosa Schapire und Karl Schmidt-Rottluff wurden enge Freunde. In diesem Umfeld erfuhr Höffler erste Anerkennung für seine Werke. Bei der Frühlingsausstellung 1907 der Münchner Sezession kaufte der Kunsthistoriker Woldemar von Seidlitz einen Jünglingskopf (1907, Lindenholz) und schenkte ihn dem Albertinum in Dresden. Dieser Kopf wurde später als Meisterwerk dieser Epoche bezeichnet. Alfred Lichtwark, Direktor der Hamburger Kunsthalle, wurde in Hamburg auf ihn aufmerksam und ließ zwei Porträtbüsten und eine Figurengruppe von ihm anfertigen. Die Porträts zeigen den Grafen von Götzen (1908, Lindenholz) und den Tierparkgründer Carl Hagenbeck (1909, Lindenholz). Die halb lebensgroße Figurengruppe zeigt Hagenbeck mit einem Löwen spielend. Alle drei Werke befinden sind in der Kunsthalle Hamburg. Bereits zu Lebzeiten, 1914, werden seine Werke in einer „Internationalen Ausstellung in der Kunsthalle Bremen“ gezeigt. Gemeinsam mit Claude Monet, Paul Cézanne, Max Beckmann, Auguste Renoir u. a. 1930 werden Werke von Höffler im Hamburger Kunstverein gezeigt. Hier werden u. a. auch Arbeiten von Pablo Picasso, Marc Chagall, Giorgio de Chirico, Otto Dix, Henri Matisse, Ernst Ludwig Kirchner, Wassily Kandinsky, Edvard Munch und Emil Nolde präsentiert.
Der Assistent des Direktors der Kunsthalle schreibt 2012, dass Einzelstücken wie das „Porträt Carl Hagenbecks mit einem Löwen“ von Joseph Höffler der Status eines Publikumslieblings für alle Hamburger sicher sein dürfte. Unter seinen Sammlern befanden sich z. B. der Hamburger Ernst Rump und der Dresdner „Odolkönig“ Karl August Lingner.

### Ferdinand Hodler

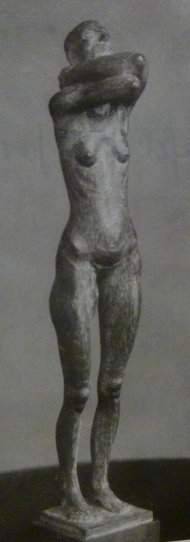
Frau stehend

Josef Höffler fertigte eine kleine, 15 cm hohe weibliche Aktfigur aus Rosenholz.(Bild rechts) Vermutlich wurde er durch das Gemälde Wahrheit 2 des Schweizer Malers Ferdinand Hodler zu dieser Figur animiert und wollte diese weiterentwickeln. Diese kleine Skulptur machte großen Eindruck auf Hodler. Die Figur zeigt einen hageren, sehnigen „Frauenkörper, mit den Füßen fest auf der Erde stehend, reckt sich in schlanker Steilheit auf, der Kopf neigt sich zurück, der Blick geht nach oben, die Arme sind in strenger Parallelität in den Nacken gelegt, so daß die Ellbogen hart nach vorne stoßen.“ Hans Börger schreibt 1912: „Es ist kein Zufall, daß sich gerade Ferdinand Hodler bewundernd über dieses Werk ausgesprochen hat. In der Tat hat Höffler in der Empfindung manches mit dem Schweizer gemeinsam. Zu der sehr originalen Auffassung tritt die hohe technische Vollendung der Statuette.“ Woldemar von Seidlitz schreibt 1908 über ihn: „Diese Freiheit von jeglicher Konvention – (…) – ist etwas so Seltenes in unseren Tagen (…) besinnen wir uns darauf, daß dieses Neuschaffen aus der Natur heraus ja der einzige Weg ist, der in unserer Zeit zu einer lebensfähigen Kunst führen kann (…)“.

### Tod in Bad Bergzabern
Wegen eines Lungenleidens begab sich Höffler zur Erholung ins südpfälzische Bad Bergzabern. Albert Haueisen fertigte hier oder in Jockgrim, dem Wohnort Haueisens, ein Porträt von ihm an. Josef Höffler starb dort nach langer Krankheit mit nur 36 Jahren. Über seinen frühen Tod schrieb Ottheinrich Münch: „Zweifellos die hervorragendste plastische Begabung ist der leider zu früh verstorbene, zu Unrecht vergessene Josef Höffler. (…)Sein Werk, das zu den größten Hoffnungen berechtigte, musste Fragment bleiben...“. und Woldemar von Seidlitz: „(…)Größte Lebendigkeit bei höchster Vereinfachung bildeten sein Streben, dem er bis an sein Ende treu blieb“. Sein Grab in Bad Bergzabern wurde im Zweiten Weltkrieg durch Artilleriebeschuss und Bombenabwurf stark beschädigt, wurde schließlich eingeebnet.
Nach Josef Höffler ist seit 1953 eine Straße in Kaiserslautern benannt.

## Werke
- Portrait der Schwester des Künstlers, Gipsrelief, um 1900, 29,5 × 22 cm.
- Jünglingskopf (oder Männliches Bildnis), 43 × 21 × 22 cm, Lindenholz, 1907, Albertinum Dresden. Inventar-Nr.: ZV 2290
- Büste Frau Leber, Eichenholz, 37 cm hoch, 1907
- Knäbchen (Götz vom Nachbarhaus?), Mahagoniholz, Privatbesitz Berlin
- Portrait (Carl) Hagenbeck, Lindenholz, Kunsthalle Hamburg, S-1939-22.
- Bildnis Adolf Graf von Goetzen, Lindenholz, 1908, Kunsthalle Hamburg, S-1939-23.
- Durch Afrika von Ost nach West, 20 cm hoch, Ebenholz (?)
- Carl Hagenbeck mit Löwen, Lindenholz, halbe Lebensgröße, 1909, Kunsthalle Hamburg, S-1939-19
- Portraitbüste Kommerzienrat Christmann, Lindenholz, 54 cm hoch, 1910,
- Portraitbüste der Frau des Künstlers, Ahornholz, 36,5 cm hoch, 1913, Pfalzgalerie Kaiserslautern.
- Kinderkopf-Skizze, Bleistift, 1913, 15 × 9,9 cm. Theodor-Zink-Museum, Inv.-Nr. 1161.
- Idar-Oberstein, auf Holz gemaltes Bild, Größe 25 × 30 cm.
- Kätchen Höffler, Gemälde, 60 × 60 cm.
- „Fratze“, Konsole aus Lindenholz.[24]
- Figur „Schwester von Gustav Kling“, Holz, 175 cm hoch (ist dem Bombenangriff vom 28. September 1944 in Kaiserslautern zum Opfer gefallen).[25]
- Figur von Elise (Frau des Künstlers, evtl. identisch mit Figur „Schwester von Gustav Kling“ verbrannt im Krieg in Kaiserslautern)[26]
- „Walter als Kind“, Relief (vermutlich vom Sohn des Bruders Karl, ebenfalls verbrannt)[27]
- „Naturstudie“, Rosenholz.[28]
- Porträtbüste Dr. Schroeder, Erlenholz[28]
- Porträtbüste Frau Dr. Schroeder, Holzbüste[28]
- Löwin, Lindenholz[28]